# Popasne, Bilokurakîne
Popasne (în ucraineană Попасне) este un sat în comuna Hladkove din raionul Bilokurakîne, regiunea Luhansk, Ucraina.

## Demografie
Componența lingvistică a localității Popasne
     Ucraineană (86,67%)
     Rusă (13,33%)
Conform recensământului din 2001, majoritatea populației localității Popasne era vorbitoare de ucraineană (86,67%), existând în minoritate și vorbitori de rusă (13,33%).